# 似雀潘鰍
似雀潘鰍為輻鰭魚綱鯉形目鰍科的其中一種，為熱帶淡水魚，分布於亞洲馬來西亞丁加奴與柔佛的淡水流域，本魚體色特殊，通常包含半邊側面白色，身體上半部黑色，8-11個鞍狀斑，背鰭軟條7-8枚，臀鰭軟條6-7枚，體長可達3.9公分，棲息在深色水質的沼澤底層水域，生活習性不明。

## 扩展阅读
維基物種上的相關：似雀潘鰍